# Divizia A 1939-1940
Sezonul 1939-1940 al Diviziei A a fost cea de-a 28-a ediție a Campionatului de Fotbal al României, și a opta desfășurată în sistem divizionar. A început pe 27 august 1939, la patru zile înainte de invazia Germaniei asupra Poloniei și s-a terminat pe 9 iunie 1940. Venus București a devenit campioană pentru a șaptea oară în istoria sa, devenind clubul cu cele mai multe titluri câștigate din România la acea vreme. Venus și-a menținut acest record timp de 35 de ani până în 1975, atunci când echipa Dinamo București și-a adjudecat cel de-al optulea titlu din palmares.
Înaintea sezonului, a fost eliminat un articol din regulament care stipula folosirea de către echipe a minimum șase jucători români în echipă. AMEFA Arad și Gloria Arad au încercat să fuzioneze, dar proiectul „FC Arad” a eșuat.

## Clasament
| Loc | Echipă                 | Pct. | MJ | V  | E  | Î  | GM | GP | DG  | Calificare sau retrogradare         |
| --- | ---------------------- | ---- | -- | -- | -- | -- | -- | -- | --- | ----------------------------------- |
| 1.  | Venus București (C)    | 31   | 22 | 14 | 3  | 5  | 59 | 19 | +40 | Cupa Mitropa 1940                   |
| 2.  | Rapid București        | 29   | 22 | 11 | 7  | 4  | 64 | 31 | +33 | Cupa Mitropa 1940                   |
| 3.  | Sportul Studențesc     | 27   | 22 | 8  | 11 | 3  | 42 | 31 | +11 |                                     |
| 4.  | UD Reșița              | 25   | 22 | 8  | 9  | 5  | 43 | 42 | +1  |                                     |
| 5.  | CAM Timișoara (X)      | 23   | 22 | 9  | 5  | 8  | 37 | 49 | −12 | Excludere                           |
| 6.  | Ripensia               | 22   | 22 | 8  | 6  | 8  | 36 | 37 | −1  |                                     |
| 7.  | Phoenix Baia Mare (X)  | 22   | 22 | 9  | 4  | 9  | 41 | 41 | 0   | Excludere                           |
| 8.  | AMEFA Arad (X)         | 21   | 22 | 10 | 1  | 11 | 37 | 39 | −2  | Excludere                           |
| 9.  | Unirea Tricolor        | 21   | 22 | 8  | 5  | 9  | 36 | 40 | −4  |                                     |
| 10. | Gloria Galați          | 17   | 22 | 8  | 1  | 13 | 27 | 59 | −32 |                                     |
| 11. | Juventus București (R) | 14   | 22 | 4  | 6  | 12 | 36 | 48 | −12 | Retrogradare în Divizia B 1940-1941 |
| 12. | Victoria Cluj (R)      | 12   | 22 | 4  | 4  | 14 | 18 | 40 | −22 | Retrogradare în Divizia B 1940-1941 |

1. 1 2  CAM Timișoara și AMEFA Arad au fost interzise sezonul următor din motive politice, ele fiind echipe de muncitori.
2. 1 2  RIP 1-0 CBM; CBM 2-2 RIP
3. ↑  Carpați Baia Mare nu a început ediția următoare după Dictatul de la Viena, prin care Baia Mare devenea parte a Ungariei.
4. 1 2  AMEFA 3-1 UTB; UTB 0-3 AMEFA

| Câștigătorii Diviziei A, ediția 1939/1940 |
| ----------------------------------------- |
| Venus București Al 7-lea Titlu            |

## Rezultate
| Oaspeți ► Gazde ▼                          | AME | CAM | CAR | GAL | JUV | RAP | RIP | SPO | UDR | UTB | VEN | VCL |
| ------------------------------------------ | --- | --- | --- | --- | --- | --- | --- | --- | --- | --- | --- | --- |
| AMEFA Arad                                 | —   | 6–1 | 3–0 | 0–1 | 1–2 | 3–1 | 3–0 | 1–1 | 2–0 | 3–1 | 0–3 | 2–1 |
| CAM Timișoara                              | 3–0 | —   | 3–2 | 4–3 | 3–2 | 4–1 | 1–1 | 1–3 | 0–0 | 1–1 | 1–3 | 2–1 |
| Carpați Baia Mare                          | 0–1 | 6–2 | —   | 5–2 | 5–3 | 1–0 | 2–2 | 1–1 | 2–0 | 0–2 | 0–4 | 2–0 |
| Gloria CFR Galați                          | 1–0 | 2–2 | 1–0 | —   | 3–1 | 1–7 | 0–2 | 0–5 | 0–2 | 1–0 | 0–2 | 1–3 |
| Juventus București                         | 4–2 | 0–1 | 3–4 | 1–2 | —   | 2–2 | 5–1 | 3–3 | 5–2 | 0–0 | 0–3 | 0–1 |
| Rapid București                            | 4–0 | 4–0 | 7–3 | 6–0 | 4–1 | —   | 3–2 | 6–1 | 1–1 | 3–2 | 1–1 | 2–0 |
| Ripensia Timișoara                         | 5–2 | 2–2 | 1–0 | 0–1 | 3–0 | 1–1 | —   | 2–2 | 4–4 | 3–1 | 2–1 | 2–1 |
| Sportul Studențesc București               | 2–1 | 2–3 | 0–0 | 2–3 | 1–1 | 4–4 | 2–0 | —   | 2–2 | 4–0 | 2–1 | 2–0 |
| UD Reșița                                  | 2–0 | 3–0 | 2–2 | 3–2 | 2–2 | 2–1 | 3–0 | 0–0 | —   | 5–4 | 0–3 | 5–2 |
| Unirea Tricolor București                  | 0–3 | 4–2 | 0–3 | 4–1 | 3–1 | 0–0 | 1–0 | 0–0 | 8–3 | —   | 0–5 | 0–0 |
| Venus București                            | 7–1 | 3–0 | 4–0 | 6–2 | 2–0 | 2–2 | 2–1 | 2–3 | 0–0 | 1–2 | —   | 3–0 |
| Victoria Cluj                              | 0–3 | 0–1 | 0–3 | 4–0 | 0–0 | 0–4 | 0–2 | 0–0 | 2–2 | 1–3 | 2–1 | —   |
| Câștigă gazdele; Remiză; Câștigă oaspeții. |     |     |     |     |     |     |     |     |     |     |     |     |